# The Fishing & Hunting Channel (Magyarország)
A The Fishing & Hunting Channel Kelet-Közép-Európában sugárzott tematikus csatorna. Témája a horgászat és vadászat, melyet 9 országban, 5 nyelven, 23 millió háztartásban, HD-minőségben a nap 24 órájában sugároznak.
A csatorna hangja Mákszem Levente, a korhatárokat 2008-2013-ig Szebeni Tamás mondta be.
A csatorna reklámidejét korábban – a DoQ-hoz hasonlóan – az IKO Sales House, majd később az R-Time, 2016-ig pedig az Atmedia értékesítette.

## Története
Az adót az RTL Klubban, a Cool TV-ben és a megszűnt Sportklubban is akkoriban tulajdonos IKO Media Group indította útjára 2008. február 12-edikén. 2008. január közepén a csatorna teszt jelleggel is elérhető volt. Az indulást 2007 szeptemberében jelentették be.
2007. december 13-án a román CNA engedélyezte a társaságnak a csatorna indulását. A csatorna eredetileg 2007 novemberében indult volna, de az indulását 2008 tavaszára csúsztatta.
A Diginél már 2008. január 18-tól elérhető volt. Az arculati elemekben a feliratok angol nyelven voltak feltüntetve, mivel a csatorna Romániában és Csehországban is elérhető, hasonlóan a 2019-ben megszűnt DoQ esetében is. 2009. augusztusában a UPC kínálatába is bekerült, a többi szolgáltatónál a megszűnő Sportklub+ helyére került. Az első arculatváltás 2013. június 3-án történt meg, a román és a cseh adásváltozattal együtt.

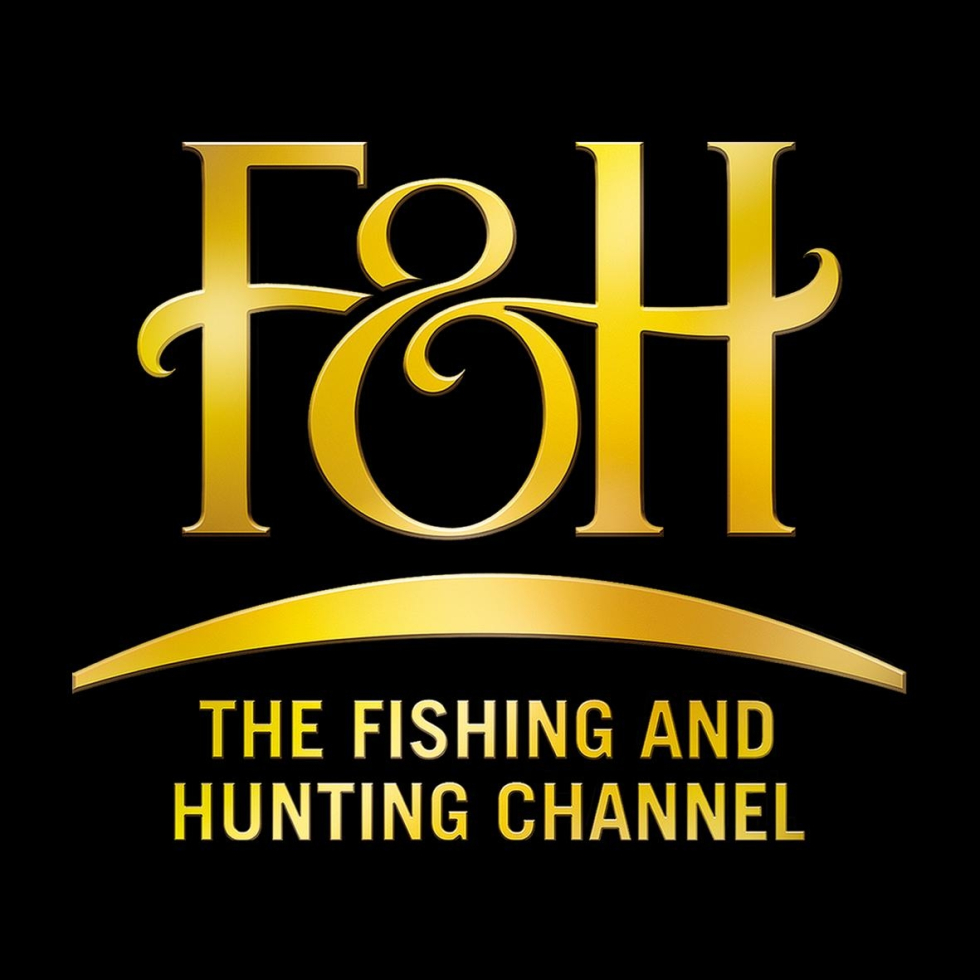
A csatorna korábbi logója (2008-2014)

### Összeolvadás a PV TV-vel
Vetélytársát, a teljesen megegyező tematikájú PV TV-t 2009. október 8-án indította útjára a Tematik Kábel Kft., amellyel 2014. május 15-én összeolvadt a csatorna, de The Fishing & Hunting Channel néven folytatja tovább a működést, ekkor volt a második arculatváltása. A fúziót az eredményezte, hogy a Tematik Kábel Kft. 2014 februárjában felvásárolta a csatornát a Sportklubbal és a DoQ-val együtt az IKO Media Grouptól. A PV TV egyedül a Digi kábeles és műholdas kínálatában volt jelen. A fúzió után a logó a két csatorna keveréke lett: a PV TV-től örökölte a szarvasos-halas részt, míg a feliratot a Fishing & Huntingtól. A csatorna harmadik arculatát 2017 februárjában kapta meg.
2025. április 16-án 20 óra előtt a csatorna ismét frissítette arculatát.

## Vételi lehetőségek műholdon
| DIGI-feladású elosztás  | DIGI-feladású elosztás                                                                                           |
| ----------------------- | --- |
| Műhold:                 | Thor 6 (nyugati 1 fok)                                                                                           |
| Frekvencia:             | 11,900 Mhz |
| Polarizáció:            | Horizontális (vízszintes)                                                                                        |
| Moduláció:              | DVB-S, QPSK, MPEG2                                                                                               |
| Szimbólumráta:          | 28,000 Ks/s |
| FEC:                    | 5/6 |
| Kódolás:                | Conax (M7: 0xb02) CryptoWorks (M7: 0xd97) Irdeto 2 (M7: 0x653) Nagravision 3 (DIGI: 1802, 1880, M7: 1815 0x181d) |
| Video-PID:              | 1431 |
| Audio-PID:              | 1432 (Román) 1433 (Magyar) 1434 (Cseh) 1435 (Bulgár)                                                             |
| PMT-PID:                | 1430 |
| PCR-PID:                | 1431 |
| Szolgáltatásazonosító:  | 1430 |
| Hálózatazonosító:       | 1 |
| Telekom teljes elosztás | |
| Műhold:                 | Amos 3 (nyugati 4 fok)                                                                                           |
| Frekvencia:             | 10,722 Mhz |
| Polarizáció:            | Vertikális (függőleges)                                                                                          |
| Moduláció:              | DVB-2S, 8PSK, MPEG4-AVC                                                                                          |
| Szimbólumráta:          | 30,000 Ks/s |
| FEC:                    | 3/4 |
| Kódolás:                | Conax (0xb00) |
| Video-PID:              | 69 |
| Audio-PID:              | 67 (Magyar) |
| PMT-PID:                | 71 |
| PCR-PID:                | 69 |
| Szolgáltatásazonosító:  | 1123 |
| Hálózatazonosító:       | 100 |

## Műsorstruktúra
Az adó napi 24 órás programot sugároz, melyben a horgászat 70%-os, a vadászat pedig 30%-os arányban szerepel. A sporthorgászat és vadászat szerelmesei több mint 50 műsor közül válogathatnak. 50%-ban saját gyártású, díjnyertes filmek, 30-40 premierrel havonta. Hírműsorok kiállításokról, versenyről és bajnokságokról. A műsorkínálatban tippeket, trükköket bemutató blokkok, horgász- és vadászparadicsomokról készített kisfilmek, valamint versenybeszámolók kapnak helyet.

## Műsorkínálat
- II. Mikado Kupa
- III. Halcatraz
- VI. IBCC
- A bledi tó pontyai
- A folyók királya
- A forrás
- A nagy horgászpróba
- A zöld pokol
- A zsákmány nyomában
- Az őrült harcsáktól az őrült ponyokig
- Balatoni keszegparádé
- Blaumann Ödön
- Buffalo vadászat
- Carp Zoom Zóna
- Csali Hungária bemutatja
- Decathlon - Caperlan
- Delphin - 2020-as újdonságok a pontyhorgászatban
- Delphin - Hidegvízi horgászat
- Don Carp Lake
- Dovit
- Energofish magazin
- F&H Events
- Feedermánia
- Fegyvermester
- Fogas fogás
- Fókuszban a horgászat
- Gyerünk horgászni, Spanyolország!
- Hajba Balázs
- Haldorádó
- Halimádók konyhája
- Halmi Péter Pál
- Haragos Balaton
- Harcsák az Ebro mélyéről
- Hodula Fishing
- Horgászat határok nélkül
- Horgásztestvérek
- Horgászati kórkép a pandémia alatt
- Horgásztúrák
- Két gourmet horgász
- Marco Polo Kirgizisztánban
- Média Kupa 2020
- Novák Feeder
- Őszi pontyok a Balatonból
- Pontyszínház
- Ragadozó horgászat
- Pikkely rám!
- Siketfajdvadászat a Rodope-hegységben
- Szörny pontyok a Majom sziklákról
- Takács Viktor
- Tavi horgászat Bokor Károllyal
- Top Tippek
- Topmix TV
- Vadász expedíció Iránban
- Vadászláz
- Vadászok konyhája
- Vízvonalban
- Walter megoldások
- WLC Carp

## Vétel
Körülbelül 400 ezer hazai háztartásban fogható a csatorna. Romániában is sugároz.